# Calmodulină

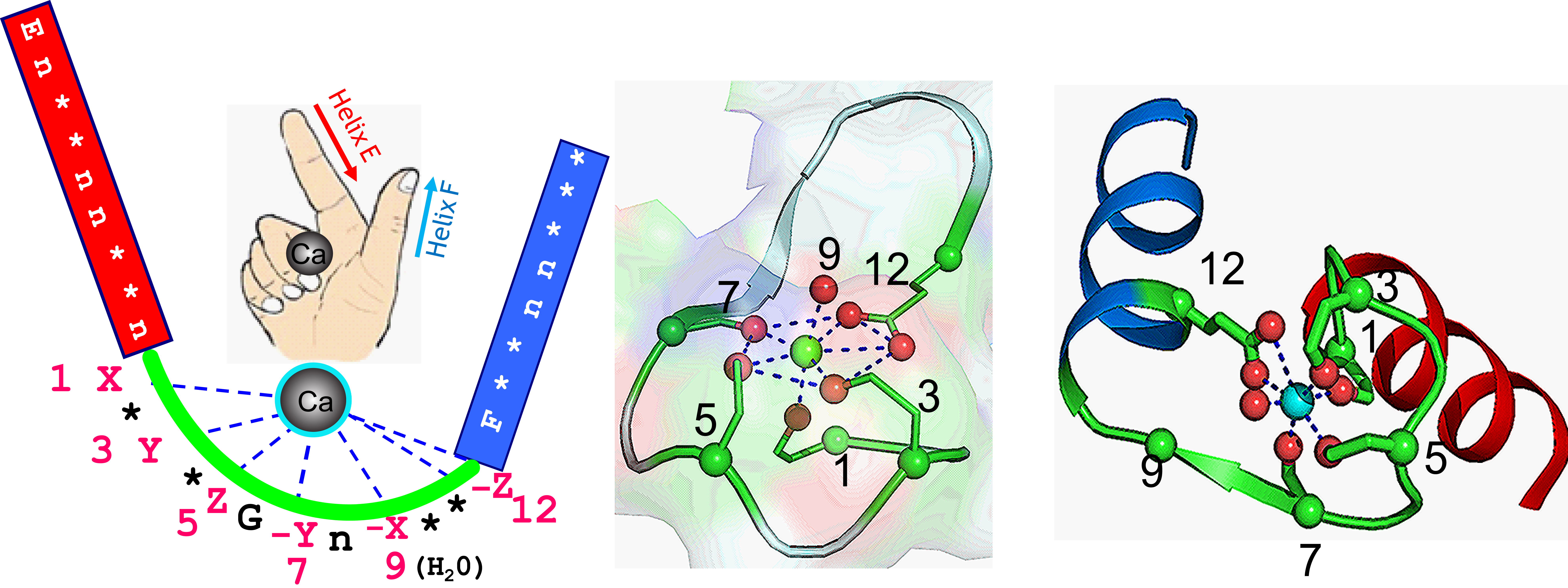
Structura helix-buclă-helix a motivului EF de legare a calciului

Calmodulina (CaM) (abreviere pentru proteina calciu-modulată) este o proteină mesager multifuncțională ce leagă ionii de calciu, exprimată în toate celulele eucariote.  Este o țintă intracelulară a mesagerului de ordin II Ca2+, legarea acestuia fiind necesară pentru activarea calmodulinei. Odată legată de Ca2+, calmodulina acționează ca parte a unei căi de transducție a semnalului calciului prin modificarea interacțiunilor acestuia cu diverse proteine țintă, precum kinazele sau fosfatazele.   

## Structura
Calmodulina este o proteină mică, foarte bine conservată genetic, alcătuită din 148 de aminoacizi (16,7 kDa). Proteina conține două domenii globulare aproximativ simetrice (domeniile N și C), fiecare conținând o pereche de motive EF (numite și motive mână EF). Cele două domenii (N și C) sunt separate printr-o buclă flexibilă, oferind astfel, în total, patru situri de legare pentru Ca2+, câte două în fiecare domeniu globular. În starea nesaturată (fără Ca2+ legat), helixurile celor patru motive EF sunt colabate, într-o orientare antiparalelă (de fapt, domeniul C adoptă o poziție semi-deschisă);  în starea saturată, helixurile EF adoptă o orientare deschisă, devenind aproape reciproc perpendiculare, iar bucla flexibilă (ce separă cele două domenii) formează un helix alfa în structura cristalină, dar rămâne dezordonată în soluție.  Domeniul C are o afinitate de legare mai mare pentru Ca2+ decât domeniul N.  
Calmodulina este similară din punct de vedere structural cu troponina C, o altă proteină care leagă Ca2+, conținând tot patru motive EF.   Cu toate acestea, troponina C mai conține un alfa-helix suplimentar la capătul său N-terminal, și este legată constitutiv de ținta sa, troponina I. Prin urmare, nu prezintă aceeași diversitate de recunoaștere a țintei precum calmodulina.

### Importanța flexibilității calmodulinei
Capacitatea calmodulinei de a recunoaște o gamă largă de proteine țintă se datorează, în mare parte, flexibilității sale structurale.  În plus față de flexibilitatea buclei de legătură dintre cele două domenii N și C, acestea suferă și tranziții conformaționale de tip deschis-închis, în urma legării Ca2+.    Mai mult, natura predominant hidrofobă a legăturii dintre calmodulină și majoritatea țintelor sale permite recunoașterea unei game largi de secvențe proteice țintă.  Împreună, aceste caracteristici permit calmodulinei să recunoască aproximativ 300 de proteine țintă,  ce prezintă o varietate de motive secvențiale care leagă CaM de acestea.

## Mecanism

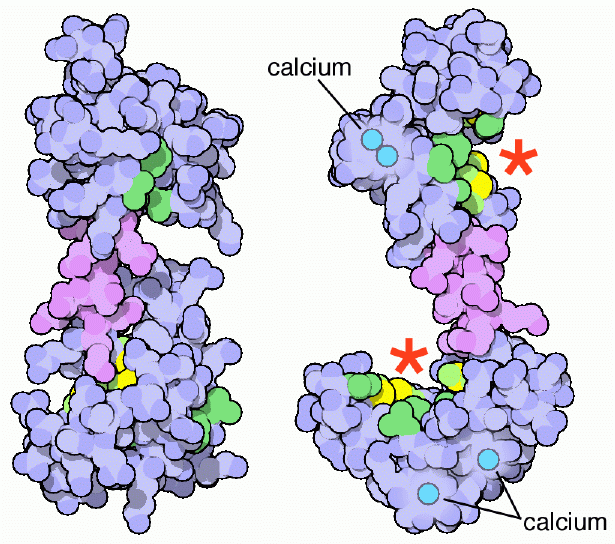
Această imagine arată modificarea conformațională a calmodulinei, din poziția "închis", în poziția "deschis". Astfel, în stânga este calmodulina lipsită de calciu (i.e. conformația "închisă"), iar în dreapta este calmodulina după legarea de calciu (i.e. conformația "deschisă"). Siturile care leagă proteinele țintă sunt indicate de asteriscuri roșii.

Legarea Ca2+ de către motivele EF face ca fiecare dintre domeniile N și C să-și schimbe conformația în "deschis", expunând astfel suprafețele hidrofobe utilizate pentru legarea țintelor.  Aceste suprafețe interacționează cu segmente nepolare complementare de pe proteinele țintă, constând de obicei dintr-o secvență de aminoacizi hidrofobi voluminoși, separată de 10-16 aminoacizi polari și/sau bazici.   Flexibilitatea calmodulinei permite acesteia să se înfășoare în jurul țintei sale (de exemplu, în jurul domeniului de legare al kinazei lanțului ușor al miozinei), deși există și moduri alternative de legare. Țintele „canonice” ale calmodulinei, cum ar fi kinaza lanțului ușor al miozinei și CaMKII (protein-kinaza II calmodulin-dependentă), se leagă numai de CaM-Ca2+, pe când alte proteine, precum canalele NaV și proteinele cu motiv IQ, se leagă de apo-CaM (i.e. calmodulina fără Ca2+).  Legarea calmodulinei induce schimbări conformaționale în proteina țintă,  ducând la modificări ale funcției acesteia.
Legarea calciului la calmodulină prezintă o cooperare semnificativă,   făcând din calmodulină un exemplu neobișnuit de proteină monomerică (cu un singur lanț) ce prezintă o astfel de proprietate. Mai mult, legarea proteinei țintă modifică și ea afinitatea de legare a calmodulinei față de ionii Ca2+    ceea ce permite o interacțiune alosterică complexă între Ca 2+ și proteina țintă.  Se crede că această alosterie permite activarea de către Ca2+ a proteinelor țintă legate, cum ar fi în cazul canalelor de potasiu (SK) de conductanță mică activate de Ca2+.
Deși calmodulina funcționează în principal ca proteină de legare a Ca2+, ea poate lega coordinativ și alți ioni metalici. De exemplu, în prezența concentrațiilor intracelulare normale de Mg2+ (0,5-1,0 mM) și a concentrațiilor în repaus de Ca2+ (100 nM), situsurile de legare ale calmodulinei sunt, cel puțin parțial, saturate de Mg2+. Acest Mg2+ este dislocat din CaM de concentrațiile mai mari de Ca2+ generate de potențialele de acțiune. În mod similar, Ca2+ poate fi el însuși dislocat din CaM de alți ioni metalici, cum ar fi lantanidele trivalente, care se asociază cu siturile de legare ale calmodulinei chiar mai puternic decât se asociază Ca2+.   Deși astfel de ioni (precum lantanidele) distorsionează structura calmodulinei  și nu sunt, în general, relevante fiziologic din cauza concentrațiilor lor foarte mici in vitro, totuși se folosesc în știință pentru examinarea structurii și funcției calmodulinei.  

## Rolul în animale
Calmodulina mediază multe procese cruciale, precum: inflamația, metabolismul, apoptoza, contracția musculaturii netede, mișcarea intracelulară, memoria pe termen scurt și lung, și răspunsul imun.   Calciul participă într-un sistem de semnalizare intracelular, acționând ca mesager de ordin II difuzibil. Astfel, ajunge să se lege de diferite proteine țintă, precum enzime, canale ionice, acvaporine și altele. Calmodulina este exprimată în multe tipuri de celule și poate avea locații subcelulare diferite, inclusiv citoplasma, în organite sau asociată cu membranele celulare sau organelice. Prin urmare, ea se găsește exclusiv intracelular.  Multe dintre proteinele țintă ale calmodulinei nu sunt capabile să lege singure calciul, folosind în schimb calmodulina ca senzor și traductor de semnal al acestuia. Calmodulina poate utiliza depozitele de calciu din reticulul endoplasmatic și reticulul sarcoplasmatic. Calmodulina poate suferi modificări post-translaționale, precum: fosforilarea, acetilarea, metilarea și clivajul proteolitic, fiecare având potențial modulator.

#### Rolul în contracția musculaturii netede

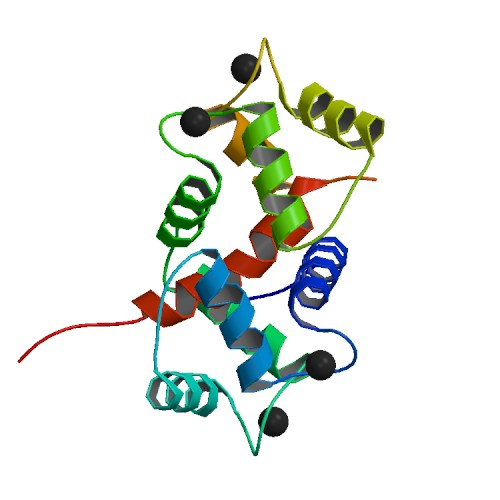
Calmodulina legată de o peptidă a MLC kinazei (PDB:2LV6)

Calmodulina joacă un rol important în cuplajul excitație-contracție și inițierea ciclurilor atașare-detașare a punților de miozină, făcând posibilă contracția mușchiului neted. Pentru a permite contracția mușchiului neted, capul lanțului ușor al miozinei trebuie fosforilat. Această fosforilare se face de către kinaza lanțului ușor miozinic (MLC). Această kinază MLC este activată de calmodulina legată de calciu, făcând astfel contracția musculaturii netede dependentă de prezența calciului. 
O altă modalitate prin care calmodulina afectează contracția musculară este prin controlul mișcării Ca2+ atât la nivelul membranei sarcomerului, cât și la nivelul membranei reticulului sarcoplasmatic. Canalele de Ca2+, cum ar fi receptorul de ryanodină al reticulului sarcoplasmatic, pot fi inhibate de calmodulina legată de calciu, afectând astfel nivelurile citoplasmatice de calciu.
Aceasta funcție crucială a calmodulinei joacă indirect un rol în fiecare proces fiziologic în care contracția musculaturii netede este parte componentă, cum ar fi digestia și contracția arterelor (care ajută la distribuirea sângelui și la reglarea presiunii arteriale). 

#### Rolul în metabolism
Calmodulina joacă un rol important în activarea fosforilazei kinazei, care la rândul său activează glicogen-fosforilaza, care scindează glucoza-1-fosfat din glicogen. 
Aparent, calmodulina joacă un rol important în metabolismul lipidic, prin intermediul calcitoninei pe care o activează.  Într-un experiment efectuat asupra șoarecilor, s-a constatat că peptida asociată genei calcitoninei (obținută prin modificare post-translațională) duce la scăderea ratei de acumulare a lipidelor la nivelul adipocitelor și hepatocitelor, scăderea lipidelor circulante din sânge, și creșterea nivelului de adiponectină care are ca efecte reducerea rezistenței la insulină si promovarea lipolizei.

#### Rolul în memoria pe termen scurt și lung
Protein-kinaza II calmodulin-dependentă (CaMKII) joacă un rol crucial într-un tip de plasticitate sinaptică cunoscută sub numele potențializare pe termen lung (LTP) care necesită prezența calciului/calmodulinei. CaMKII contribuie la fosforilarea unui receptor AMPA care crește sensibilitatea receptorilor AMPA.  Mai mult, cercetările arată că inhibarea CaMKII interferează cu potențializarea pe termen lung. 

## Rolul în plante

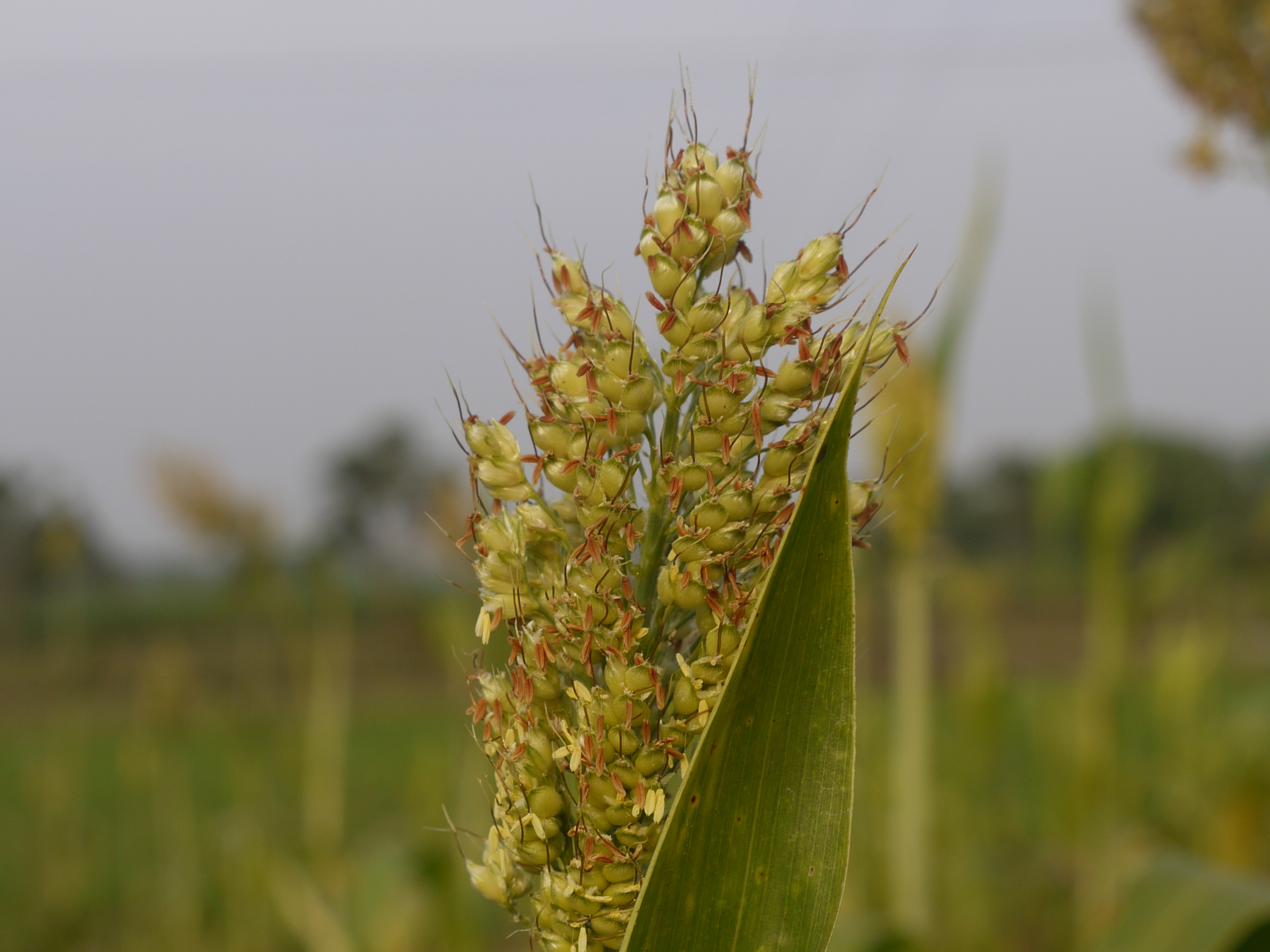
Sorgul conține gene care răspund la variațiile de temperatură. Aceste gene ajută planta să se adapteze în condiții meteorologice extreme, cum ar fi căldura mare și umiditatea mică.

În timp ce drojdiile au o singură genă pentru CaM, plantele și vertebratele conțin mai multe gene pentru CaM (i.e. o familie de gene), având în comun și o genă conservată evolutiv la cele două regnuri. Față de animale, plantele conțin o familie extinsă de CaM (izoforme și proteine similare CaM - i.e. CaM-like) pe lângă forma conservată evolutiv.  Calmodulinele joacă un rol esențial în dezvoltarea plantelor și adaptarea lor la mediu.
Calciul joacă un rol cheie în integritatea structurală a peretelui celular și a sistemului membranar al celulei. Cu toate acestea, nivelurile ridicate de calciu pot fi toxice pentru metabolismul celular al plantei și, prin urmare, concentrația de Ca2+ din citosol este menținută la un nivel submicromolar prin îndepărtarea Ca2+ citosolic fie către apoplast, fie către lumenul organelor intracelulare. Impulsurile create de influxul/efluxul de Ca2+ acționează ca semnale celulare declanșate de stimuli externi, precum: hormoni, lumină, gravitație, factori de stres abiotici și diverse interacțiuni cu agenții patogeni.

### Creșterea și dezvoltarea plantelor
În Arabidopsis, proteina DWF1 are rol enzimatic în biosinteza brassinosteroizilor - hormoni specifici plantelor care sunt necesari pentru creștere (și alte procese importante pentru plantă). Interacțiunea existentă între CaM și DWF1, face ca acesta din urmă să fie incapabil a-și îndeplini funcțiile normale dacă nu leagă anterior CaM.
Proteinele care leagă CaM sunt, de asemenea, cunoscute pentru a regla procesul reproducerii plantelor. De exemplu, în tutun, protein-kinaza care leagă CaM acționează pentru inhibarea înfloririi. Cu toate acestea, aceste protein-kinaze care leagă CaM sunt prezente și în meristemul apical al tutunului, o concentrație ridicată a acestor kinaze în meristem determinând tranziția întârziată la înflorire.
Receptor kinaza locus-S (SRK) este o altă proteină care interacționează cu CaM. SRK este implicată în răspunsurile de auto-incompatibilitate implicate în interacțiunile polen-pistil din Brassica .
Țintele CaM din Arabidopsis sunt, de asemenea, implicate în dezvoltarea și fertilizarea polenului. Transportorii de Ca2+ sunt esențiali pentru creșterea tubului polinic. Prin urmare, un gradient constant de Ca2+ este menținut la nivelul apexului tubului de polen pentru alungirea din timpul procesului de fertilizare, precum și pentru direcționarea acesteia.

### Interacțiunea cu microbii

#### Formarea nodulilor
Ca2+ joacă un rol semnificativ în formarea nodulilor la leguminoase. Azotul este un element esențial, necesar plantelor și multor leguminoase, care, incapabile să fixeze azotul în mod independent, se împerechează simbiotic cu bacterii fixatoare de azot care reduc azotul la amoniac. Bacteria Rhizobium produce factorul Nod prin intermediul căruia se stabilește interacțiunea legumă-Rhizobium. Factorul Nod este recunoscut de celulele păroase de la nivelul rădăcinii care sunt implicate în formarea nodulilor din leguminoase. Ionul de Ca2+ este implicat, prin mecanisme variate, în recunoașterea factorului Nod. Există un flux de Ca2+ la nivelul vârfului prelungirilor păroase ale celulelor epidermale de la rădăcină, urmat de oscilații periodice a Ca2+ în citosol și în jurul nucleului. Se pare că DMI3, o genă esențială pentru transducția semnalurilor Nod, reacționează la variațiile Ca2+. În cazul genurilor de plante Medicago și Lotus, genele CaM și CML (i.e. proteine similare CaM) sunt exprimate în noduli.

#### Apărarea împotriva agenților patogeni
Printre diferitele strategii de apărare pe care plantele le utilizează împotriva agenților patogeni, semnalizarea Ca2+ este una dintre cele mai frecvent întâlnite. Nivelurile de Ca2+ liber din citoplasmă cresc ca răspuns la infecțiile patogene. Transducția semnalelor de această natură induc, de obicei, genele cu rol defensiv și apoptoza. CaM, CML (i.e. proteine similare CaM) și proteinele de legare a CaM sunt câteva dintre elementele identificate recent ale căilor de semnalizare defensive ale plantelor. Mai multe gene CML din tutun, fasole și roșii răspund la agenții patogeni. CML43 este o proteină strâns înrudită cu CaM care, izolată din gena APR134 din frunzele ce au dobândit imunitate aparținând plantei Arabidopsis, este rapid sintetizată atunci când acestea sunt inoculate cu patogenul Pseudomonas syringae. CML43 se leagă in vitro de ionii de Ca2+, sugerând că proteina face parte din transducția dependentă de Ca2+ ce acționează în timpul răspunsului imun al plantei la agenții patogeni.  Expresia genei CML9 din Arabidopsis thaliana este rapid indusă de bacterii fitopatogene, flagelină și acid salicilic.  Expresia genelor SCaM4 și SCaM5 (specifice soiei) în tutunul și Arabidopsis transgenice, determină activarea genelor legate de rezistența la agenții patogeni și, de asemenea, duce la creșterea generală a imunității. Nu același lucru este valabil pentru genele SCaM1 și SCaM2 care sunt izoforme CaM foarte bine conservate. Proteina AtBAG6 este o proteină care leagă CaM numai în absența Ca2+. AtBAG6 este responsabil pentru răspunsul hipersensibil apoptotic celular, care previne răspândirea infecției cu agenți patogeni sau restricționează multiplicarea acestuia. Mutațiile proteinelor care leagă CaM pot duce la defecte severe în răspunsul de apărare al plantelor la infecțiile cu agenți patogeni. 

### Răspunsul la stresul abiotic
Modificarea nivelurilor intracelulare de Ca2+ apare ca indicație pentru răspunsuri diverse la stimuli mecanici și osmotici, precum și pentru și pentru șocurile termice. Diferitele tipuri de celule radiculare (i.e. de la nivelul rădăcinii plantei) prezintă răspunsuri diferite ale  Ca2+ la stresul osmotic, iar acest lucru implică existența specificităților celulare în privința mecanismelor Ca2+. Ca răspuns la stresul extern, CaM activează glutamat decarboxilaza (GAD) care catalizează conversia L-glutamatului în GABA. Controlul strict asupra sintezei GABA este important pentru dezvoltarea plantelor și, prin urmare, nivelurile crescute de GABA pot afecta dezvoltarea acestora.  

## Familia de proteine CaM
- Calmodulina 1 (CALM1)
- Calmodulina 2 (CALM2)
- Calmodulina 3 (CALM3)
- Pseudogena 1 calmodulina 1 (CALM1P1)
- Proteina similară calmodulinei 3 (CALML3)
- Proteina similară calmodulinei 4 (CALML4)
- Proteina similară calmoduline 5 (CALML5)
- Proteina similară calmodulinei 6 (CALML6)

## Alte proteine care leagă calciul
Calmodulina aparține unuia dintre cele două grupuri principale de proteine care leagă calciul, numit grupul proteinelor cu motiv EF. Celălalt grup, numit grupul anexinelor, leagă calciu și fosfolipide. Multe alte proteine pot lega calciul, deși legarea calciului nu constituie funcția principală a lor.